# Gerichtssprache
Die Gerichtssprache ist die Sprache, in der Gerichtsverhandlungen stattfinden.

## Deutschland
Nach § 184 GVG ist die Gerichtssprache Deutsch, wobei im sorbischen Siedlungsgebiet in Sachsen und Brandenburg Anträge und Verhandlungen auch in sorbischer Sprache eingereicht bzw. durchgeführt werden dürfen.
Die Gerichtssprache gehört zu den Verfahrensvoraussetzungen: Anträge, die nicht in deutscher Sprache verfasst sind, sind grundsätzlich unwirksam. Für das Strafverfahren gelten aber nach einem Urteil des Europäischen Gerichtshofs erhebliche Einschränkungen: Soweit ein Schriftsatz als wesentlich anzusehen ist (wobei dies regelmäßig ohne die Übersetzung nicht festgestellt werden kann), hat das Gericht nach der Richtlinie 2010/64/EU des Europäischen Parlaments und des Rates vom 20. Oktober 2010 über das Recht auf Dolmetschleistungen und Übersetzungen in Strafverfahren den Schriftsatz von Amts wegen in die deutsche Sprache zu übersetzen. Dies gilt indes nur für den nicht durch einen Strafverteidiger vertretenen Angeklagten, da dieser ansonsten nach Art. 6 Abs. 3 Buchstabe e der Europäischen Menschenrechtskonvention über seinen Verteidiger einen Rechtsanspruch auf eine unentgeltliche Übersetzung seiner Schriftsätze hat.
Grundsätzlich müssen auch alle Richter, die an einem Prozess beteiligt sind, die Gerichtssprache (also die deutsche Sprache) beherrschen, einschließlich der ehrenamtlichen Richter bzw. der Schöffen. Ein Verstoß hiergegen kann den absoluten Revisionsgrund der nicht vorschriftsgemäßen Besetzung des Gerichts erfüllen.
Im Strafverfahren ist unter Umständen ein Gerichtsdolmetscher von Amts wegen zu bestellen, soweit der Beschuldigte der deutschen Sprache nicht mächtig ist (§ 187 GVG). Das Gleiche gilt in der mündlichen Verhandlung des Zivilprozesses, wenn an der Verhandlung Personen beteiligt sind, die der deutschen Sprache nicht mächtig sind (§ 185 GVG).
Die Regelung zur Gerichtssprache erstreckt sich nicht auf fremdsprachige Urkunden, die im Wege des Urkundenbeweises verwertet werden sollen: Diese dürfen in ihrer Originalsprache in den Prozess eingeführt werden und sind gegebenenfalls über den Sachverständigenbeweis in die deutsche Sprache zu übersetzen. Nur im Zivilprozess, wo der Beibringungsgrundsatz gilt, müssen die Parteien (nicht aber Dritte) Urkunden auf eigene Kosten durch einen Urkundenübersetzer übersetzen lassen, sofern nicht alle Verfahrensbeteiligten einschließlich der Richter der Fremdsprache mächtig sind oder das Gericht dies ausdrücklich anordnet (§ 142 Abs. 3 ZPO).
Ist eine Person der deutschen Sprache nicht mächtig, darf sie einen gesetzlich vorgeschriebenen Eid (z. B. bei Vernehmung als Zeuge) auch in ihrer Muttersprache ablegen (§ 188 GVG).